# 初情Sprinkle
《初情Sprinkle》（日語：初情スプリンクル）是Whirlpool在2017年7月28日發售的戀愛冒險類型成人遊戲。PlayStation 4及PlayStation Vita平台遊戲均於2018年11月22日發售。

## 故事
敘述夢想著現充且色色的生活聖禮學園2年級學生神島宗太遇見繼承魔族遺傳基因的「魔女」冥堂羽月，在得知七大罪之「色慾」系統的魔力覺醒後，被捲入了意想不到的事件之中的故事。

## 登場人物

### 主要角色
神島宗太
聖禮學園2年級學生。擁有七大罪之「色慾」系統的魔力。
冥堂羽月（聲：奏雨）
擁有七大罪之「傲慢」系統魔力的魔女。「冥堂」家族下一任當家。
花房小春（聲：花園めい）
神島宗太的青梅竹馬。聖禮學園學生會會長。

神島宗太的同班同學。田徑社成員。
百百咲雫（聲：花澤櫻）
聖禮學園1年級學生。
杭杉田華世
掌管「暴食」的魔女。為了幫助冥堂羽月而轉學到聖禮學園。

### 其他角色
刑部奏（聲：白月かなめ）
神島宗太的遠房親戚。學生會副會長。
花房早希（聲：卯衣）
花房小春的姊姊。
金峰清俊（聲：佃左泥）
神島宗太的同班同學。

## 評價
《初情Sprinkle》在日本美少女游戏与动画相关商品销售网站Getchu.com的2017年7月销量榜上排名第6名；8月排名第18名；全年排名第27名。

## 外部連結
- 官方网站（日語）